# Тернопольская чудотворная икона Божьей Матери

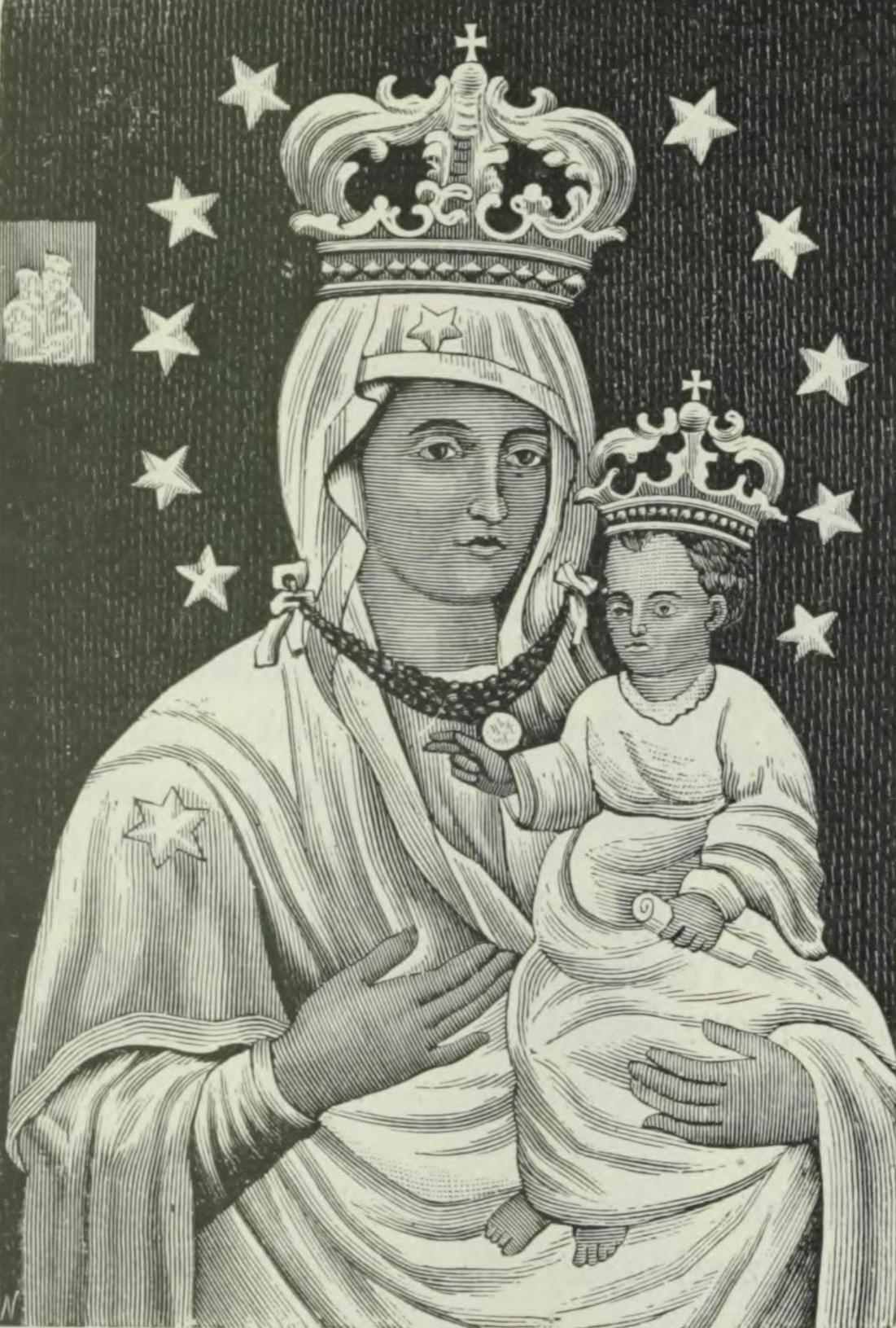

Тернопольская чудотворная икона Божьей Матери Одигитрия (плачущая) — христианская святыня Украины. До Первой мировой войны хранилась в церкви Воздвижения Честного Креста в Тернополе, а во времена войны была перенесена в приходской церкви Рождества Христова, где по сегодняшний день выставляется для всенародного почитания.

## История

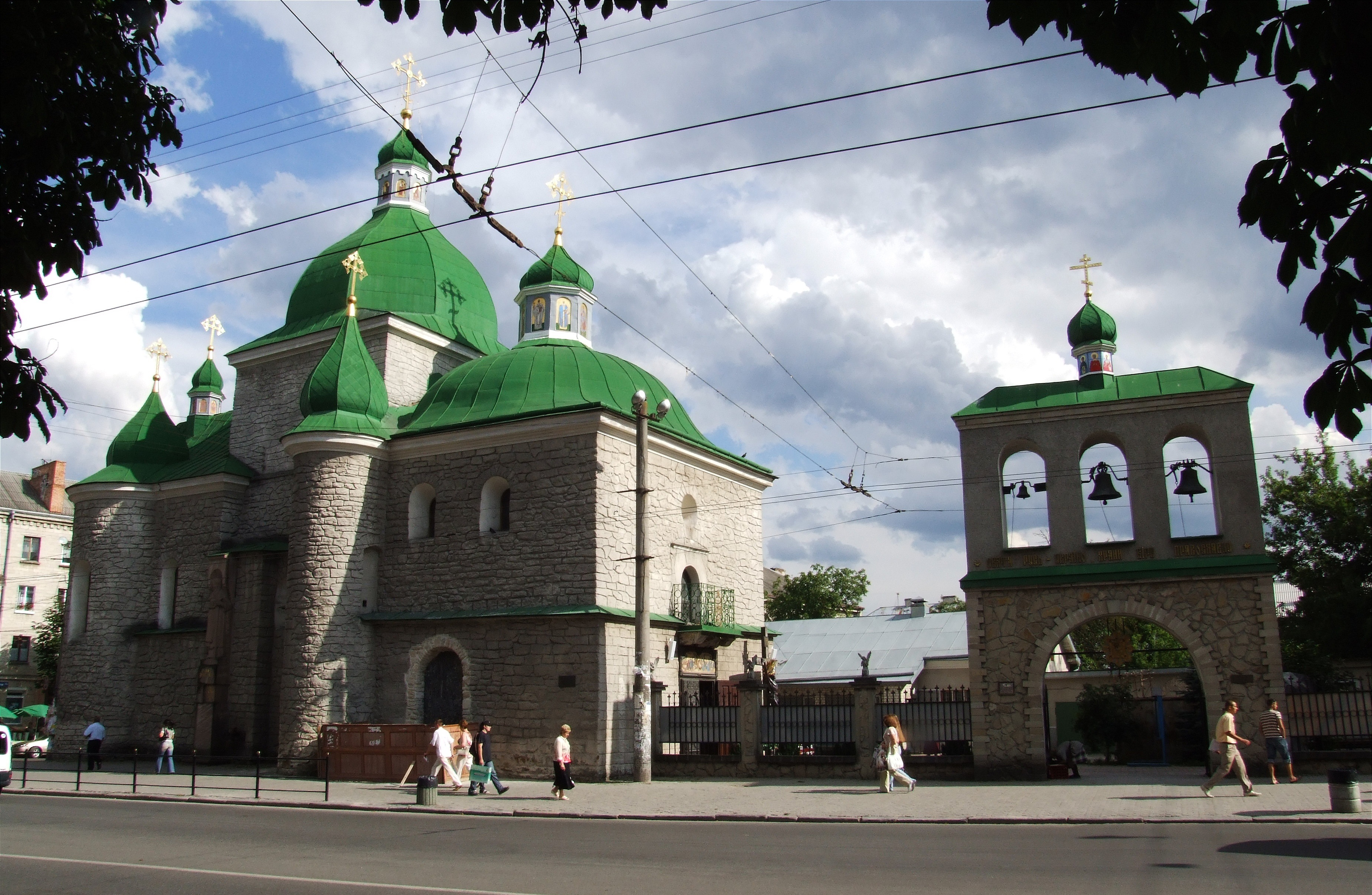
Церковь Рождества Христова, где хранится Тернопольская чудотворная икона Божьей Матери

В 1730 году во время Великого поста в доме тернопольского сапожника Василия Маркевича заплакала икона Пресвятой Богородицы. Тронуты чудом, Маркевичи обратились к священнику Кресто-Воздвиженской церкви, который сообщил об этом Львовскому епископу и Киевскому митрополиту Атанасию Шептицкому. Правдивость чуда подтвердила комиссия, назначенная митрополитом. В специальном декрете указывалось, что слезы на иконе Матери Божией не есть природного происхождения. Декретом от 15 июля 1730 года митрополит Афанасий Шептицкий провозгласил икону чудотворной и установил ее празднование дважды в год: на праздник Положение Ризы Пресвятой Богородицы (15 июля) и в праздник Покрова Пресвятой Богородицы (14 октября). Икону с торжественной процессией перенесли к церкви Воздвижения Честного Креста и здесь Богородица продолжала плакать. Опеку над реликвией взял целый сапожный цех. Более поздние декреты: епископа Львовского Льва Шептицкого от 1777 года и Львовского епископа-помощника Григория Яхимовича от 1844 года подтверждали декрет митрополита Афанасия.
В Кресто-Воздвиженской церкви над прудом икона сохранялась вплоть до Первой мировой войны, в годы военной разрухи ее для безопасности перенесли с тогдашней окраины до центра — в приходскую церковь Рождества Христова. После войны священник этой церкви отец Владимир Громницкий, вернувшись из русского плена, в знак благодарности, украсил икону серебряной ризой Богородицы. Горожане считают, что в годы Второй мировой войны именно Тернопольская чудотворная икона спасла от разрушений старинную церковь Рождества Христова, в которой хранилась, ведь в апреле 1944 года после длительных боев за Тернополь все окружающие здания улицы превратились в сплошные руины.

## Описание
Поясной образ Богородицы с маленьким Иисусом на руках. Икона от 1920-х годов — в серебряном окладе (ризах), фигуры — коронованные
.

## Чуда
Посредством иконы происходят чудесные исцеления, чему подтверждение — многочисленные дары благодарности: вылитые из серебра символы оздоровления души и тела (миниатюрные сердца, руки, ноги).